# Alessandro Gramigni
Alessandro Gramigni (Florencia, Italia, 29 de diciembre de 1968) es un expiloto de motociclismo de Italia. En 1992 se consagró campeón del mundo de 125cc.

## Trayectoria

### Mundial de motociclismo
Sistema de puntuación de 1988 a 1992:
| Posición | 1.º | 2.º | 3.º | 4.º | 5.º | 6.º | 7.º | 8.º | 9.º | 10.º | 11.º | 12.º | 13.º | 14.º | 15.º |
| Pts.     | 20  | 17  | 15  | 13  | 11  | 10  | 9   | 8   | 7   | 6    | 5    | 4    | 3    | 2    | 1    |

Sistema de puntuación de 1993 en adelante:
| Posición | 1.º | 2.º | 3.º | 4.º | 5.º | 6.º | 7.º | 8.º | 9.º | 10.º | 11.º | 12.º | 13.º | 14.º | 15.º |
| Pts.     | 25  | 20  | 16  | 13  | 11  | 10  | 9   | 8   | 7   | 6    | 5    | 4    | 3    | 2    | 1    |

| Año  | Clase | Moto    | 1       | 2       | 3       | 4       | 5      | 6       | 7       | 8       | 9       | 10      | 11      | 12      | 13      | 14      | 15    | Pts. | Pos. |
| ---- | ----- | ------- | ------- | ------- | ------- | ------- | ------ | ------- | ------- | ------- | ------- | ------- | ------- | ------- | ------- | ------- | ----- | ---- | ---- |
| 1990 | 125cc | Aprilia | JPN -   | SPA 24  | NAT 22  | GER 7   | AUT 8  | YUG 9   | NED 10  | BEL 22  | FRA 9   | GBR Ret | SWE 2   | CZE 3   | HUN 8   | AUS 9   |       | 9.º  | 84   |
| 1991 | 125cc | Aprilia | JPN 25  | AUS 8   | SPA 16  | ITA 3   | GER 5  | AUT 11  | EUR 17  | NED 3   | FRA 12  | GBR 15  | RSM 5   | CZE 1   | MAL -   |         |       | 7.º  | 90   |
| 1992 | 125cc | Aprilia | JPN 6   | AUS 2   | MAL 1   | SPA DNS | ITA 11 | EUR 4   | GER 7   | NED 3   | HUN 1   | FRA 5   | GBR 2   | BRA 3   | RSA 3   |         |       | 1.º  | 134  |
| 1993 | 250cc | Gilera  | AUS Ret | MAL Ret | JPN 18  | SPA Ret | AUT 18 | GER 24  | NED Ret | EUR Ret | RSM 14  | GBR 16  | CZE -   | ITA Ret | USA -   | FIM -   |       | 30.º | 2    |
| 1994 | 250cc | Aprilia | AUS 17  | MAL 10  | JPN Ret | SPA 17  | AUT 15 | GER 17  | NED -   | ITA 13  | FRA Ret | GBR Ret | CZE Ret | USA Ret | ARG Ret | EUR Ret |       | 23.º | 10   |
| 1995 | 250cc | Honda   | AUS -   | MAL -   | JPN -   | SPA 14  | GER -  | ITA Ret | NED 8   | FRA 15  | GBR -   | CZE -   | BRA -   | ARG -   | EUR Ret |         |       | 23.º | 11   |
| 1997 | 500cc | Aprilia | MAL Ret | JPN -   | SPA -   | ITA -   | AUT -  | FRA -   | NED -   | IMO -   | GER -   | BRA -   | GBR -   | CZE -   | CAT -   | INA -   | AUS - | NC   | 0    |

| Color     | Resultado                                                               |
| --------- | ----------------------------------------------------------------------- |
| Oro       | Ganador                                                                 |
| Plata     | 2.ª plaza                                                               |
| Bronce    | 3.ª plaza                                                               |
| Verde     | Finalizó en los puntos                                                  |
| Azul      | Finalizó sin puntos                                                     |
| Azul      | NC - No clasificado                                                     |
| Violeta   | Ret - No terminó (Carrera)                                              |
| Rojo      | DNQ - No se clasificó                                                   |
| Negro     | DSQ - Descalificado                                                     |
| Blanco    | DNS - No empezó (carrera)                                               |
| Blanco    | WD - Retirado (fin de semana)                                           |
| Blanco    | C - Carrera cancelada                                                   |
| Sin color | DNP - Inscrito pero no participó                                        |
| Sin color | INJ - Lesionado                                                         |
| Sin color | EX - Excluido                                                           |
| Estado    | Resultado                                                               |
| Negrita   | Pole position                                                           |
| Cursiva   | Vuelta rápida                                                           |
| †         | Abandona, pero clasifica al completar el porcentaje requerido para ello |